# Antonivka, Hornostaiivka
Antonivka (în ucraineană Антонівка) este localitatea de reședință a comunei Antonivka din raionul Hornostaiivka, regiunea Herson, Ucraina.

## Demografie
Componența lingvistică a localității Antonivka
     Ucraineană (94,2%)
     Rusă (5,38%)
     Alte limbi (0,21%)
Conform recensământului din 2001, majoritatea populației localității Antonivka era vorbitoare de ucraineană (94,2%), existând în minoritate și vorbitori de rusă (5,38%).